# Attaphol Buspakom
Attaphol Buspakom (Chon Buri, 1 de octubre de 1962 – Bangkok, 16 de abril de 2015) fue un entrenador y jugador de fútbol tailandés que jugaba en la demarcación de centrocampista.

## Biografía
Debutó como futbolista en 1985 con el Thai Port FC. En su primer año con el club se hizo con la Copa Kor Royal. Jugó durante cuatro años, hasta que en 1989 fichó por el Pahang FA malayo, donde jugó dos años más. Volvió al Thai Port en 1991 para jugar tres años, volviendo de nuevo al Pahang FA. En su segunda etapa en el club ganó la Super Liga de Malasia. Finalmente jugó para el RBAC FC, donde se retiró como futbolista en 1998. Cuatro años después de su retiro, el BEC Tero Sasana FC le contrató como entrenador, convirtiéndose en el entrenador del año de la Liga Premier de Tailandia. También entrenó al Geylang United FC, Bangkok Glass FC, Krung Thai Bank FC, TTM FC, Muangthong United FC, Buriram United FC, y tras una segunda etapa en el Bangkok Glass FC, entrenó por última vez al Police United FC hasta 2015.
Falleció el 16 de abril de 2015 en Bangkok a los 52 años de edad tras sufrir una sepsis.

## Selección nacional
Jugó un total de 85 partidos para la selección de fútbol de Tailandia entre 1985 y 1998, marcando un total de trece goles. Llegó a participar en la Copa Asiática 1992, donde quedó eliminado en la fase de grupos tras quedar en última posición. También llegó a participar en varias clasificaciones para jugar la Copa Mundial de Fútbol.

## Clubes

### Como futbolista
| Club         | País      | Año         | Partidos | Goles |
| ------------ | --------- | ----------- | -------- | ----- |
| Thai Port FC | Tailandia | 1985 - 1989 | 160      | 34    |
| Pahang FA    | Malasia   | 1989 - 1991 | 57       | 12    |
| Thai Port FC | Tailandia | 1991 - 1994 | 114      | 21    |
| Pahang FA    | Malasia   | 1994 - 1996 | 43       | 10    |
| RBAC FC      | Tailandia | 1996 - 1998 | 49       | 5     |

### Como entrenador
| Club                 | País      | Año         |
| -------------------- | --------- | ----------- |
| BEC Tero Sasana FC   | Tailandia | 2002 - 2004 |
| Geylang United FC    | Singapur  | 2006        |
| Bangkok Glass FC     | Tailandia | 2007 - 2008 |
| Krung Thai Bank FC   | Tailandia | 2008        |
| TTM FC               | Tailandia | 2009        |
| Muangthong United FC | Tailandia | 2009        |
| Buriram United FC    | Tailandia | 2010 - 2013 |
| Bangkok Glass FC     | Tailandia | 2013 - 2014 |
| Police United FC     | Tailandia | 2014 - 2015 |

## Palmarés

### Como futbolista

#### Campeonatos nacionales
| Título                | Club      | País      | Año  |
| --------------------- | --------- | --------- | ---- |
| Copa Kor Royal        | Port FC   | Tailandia | 1985 |
| Copa Kor Royal        | Port FC   | Tailandia | 1990 |
| Super Liga de Malasia | Pahang FA | Malasia   | 1995 |

#### Campeonatos internacionales
| Título                      | Club                             | País      | Año  |
| --------------------------- | -------------------------------- | --------- | ---- |
| Juegos del Sudeste Asiático | Selección de fútbol de Tailandia | Tailandia | 1993 |

### Como entrenador

#### Campeonatos nacionales
| Título                       | Club              | País      | Año  |
| ---------------------------- | ----------------- | --------- | ---- |
| Liga Premier de Tailandia    | Muangthong United | Tailandia | 2009 |
| Liga Premier de Tailandia    | Buriram United    | Tailandia | 2011 |
| Copa FA de Tailandia         | Buriram United    | Tailandia | 2011 |
| Copa FA de Tailandia         | Buriram United    | Tailandia | 2012 |
| Copa de la Liga de Tailandia | Buriram United    | Tailandia | 2011 |
| Copa de la Liga de Tailandia | Buriram United    | Tailandia | 2012 |
| Copa Kor Royal               | Buriram United    | Tailandia | 2013 |

#### Distinciones individuales
| Título                                             | Club              | País      | Año  |
| -------------------------------------------------- | ----------------- | --------- | ---- |
| Entrenador del año de la Liga Premier de Tailandia | BEC Tero Sasana   | Tailandia | 2002 |
| Entrenador del año de la Liga Premier de Tailandia | Muangthong United | Tailandia | 2009 |
| Entrenador del año de la Liga Premier de Tailandia | Buriram United    | Tailandia | 2013 |